# De Kemp
De Kemp is een wijk in het zuidoosten van Roermond. De wijk werd gebouwd begin jaren '50 van de 20e eeuw.

## Toekomst
De afgelopen jaren is de Kemp veranderd. De leefbaarheid is verbeterd door de aanleg van de aanleg van de Roertunnel en de N293. De gemeente heeft een aantal jaren terug een aantal straten en de groenvoorziening verbeterd. Er is gesloopt om plaats te maken voor nieuwbouw, zoals de St. Jozefkerk, de videotheek, het wijkgebouw en de flats aan de St. Wirosingel. Het terrein rond de campus heeft een metamorfose ondergaan door de aanleg van de Roertunnel en een nieuwe rotonde.

## Infrastructuur
De Kemp ligt aan de A73 (Nijmegen - Echt), die door middel van de Roertunnel langs de wijk loopt en de N293 (Roermond - Heinsberg).
Stad: Roermond

Dorpen: Asenray · Asselt · Boukoul · Herten · Leeuwen · Maasniel · Merum · Ool · Swalmen

Gehuchten: Aan de Rijksweg · Einde · Hatenboer · Maalbroek · Spik · De Weerd · Wieler

Woonwijken: Donderberg · Gulker Weijde · Hammerveld West · Heide · Hoogvonderen · Kapel in 't Zand · De Kemp · Kitskensberg · Oolderveste · Roer-Zuid · Roermondse Veld · Roerzicht · Schöndeln · Sterrenberg · Tegelarijeveld · Thuserhof · Voorstad · Vrijveld · De Wijher

Limburg: Steden en dorpen      Nederland: Provincies · Gemeenten